# Jūmonji (stacja kolejowa)
Jūmonji (jap. 十文字駅 Jūmonji-eki) – stacja kolejowa w Yokote w prefekturze Akita.

## Położenie

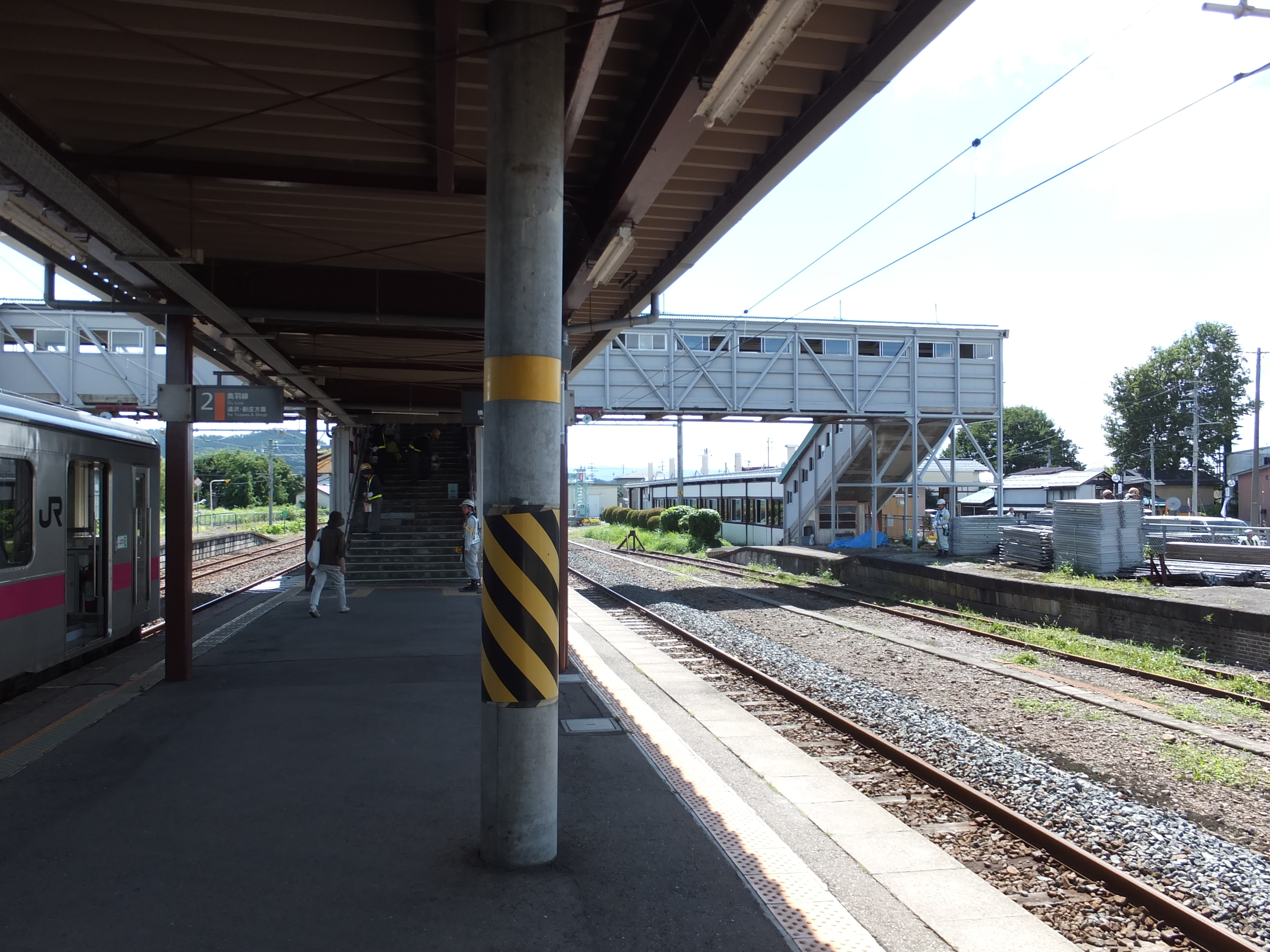
Peron stacji

Stacja położona jest w dzielnicy Jūmonji-chō na osiedlu Daidō-higashi.

## Linie kolejowe
Stacja znajduje się na linii Ōu-honsen, między stacjami Shimo-Yuzawa i Daigo.

## Historia
Powstała 14 września 1905 roku.